# Harvey Bialy
Pour les articles homonymes, voir Bialy.
 (mai 2020).
Le contenu est difficilement compréhensible vu les erreurs de traduction, qui sont peut-être dues à l'utilisation d'un logiciel de traduction automatique.
 (juillet 2011).
Harvey Bialy (né en 1945, à New York City) et mort le 1er juillet 2020, est un biologiste moléculaire américain spécialisé dans l'étude du SIDA. Il fut l'un des signataires d'une lettre à l'éditeur par un groupe de controverse scientifique du sida dénommé le Groupe pour la Réévaluation Scientifique de l'Hypothèse VIH-SIDA . Il a également contribué à la controverse sur le sida et fait l'objet de vives critiques en Afrique du Sud, faisant partie du groupe sur le sida, groupe consultatif convoqué par Thabo Mbeki en 2000.
Bialy est l'auteur d'Oncogènes, l'aneuploïdie et le SIDA: Un scientifique de la vie et l'époque de Peter H. Duesberg (2004).

## Éducation et début de carrière
Bialy est diplômé de Bard College en 1966 et obtient un doctorat en biologie moléculaire en 1970 à l'Université de Berkeley, Californie. Il rejoint la revue Nature Biotechnology (publiée par le groupe Nature Publishing Groupe) en tant qu’éditeur scientifique en 1984 et édite du contenu évalué par des pairs de 1984 à 1996.

## Publications
Il est coauteur d'articles de génétique moléculaire, en particulier concernant des gènes des phages susceptibles de subvertir les fonctions de l'hôte, . Il a également écrit plus de 100 éditoriaux et des commentaires sur des questions contemporaines sur les biotechnologies dans Nature Biotechnology et d'autres revues.
Il est l'auteur d'Oncogènes, l'aneuploïdie et le SIDA  (ISBN 1-55643-531-2), un livre sur la vie scientifique du biologiste moléculaire négationniste Peter Duesberg et le sida, avec un accent particulier sur la version de Duesberg de l'aneuploïdie la théorie du cancer, ainsi que sur le VIH / sida et la politique de la science moderne.

## Fin de carrière
Le CV de Bialy indique qu'il a été le co-bénéficiaire d'une subvention du Fonds Charles Merill à l'étude d'antibiotique résistants pathogènes au Nigeria en 1978. Il a reçu une bourse de l'organisation mondiale de la santé pour étudier l'épidémiologie et la génétique de résistance aux antibiotiques des agents pathogènes entériques au Nigeria en 1982. Il a travaillé comme chercheur invité ou chercheur dans plusieurs universités aux États-Unis et en Afrique dans les années 1980 et 1990. Il a été conseiller auprès du Centre pour la biotechnologie et le génie génétique à la Havane, Cuba  entre 1986 et 1996.
Le CV de Bialy indique également qu'il était un érudit résident de la FIT à l'UNAM en Cuernavaca entre 1996 et 2006, où il a également fondé et dirigé la Bibliothèque virtuelle de la biotechnologie pour des Amériques .

## Vie artistique
Il était aussi un poète et un artiste. Il a publié plusieurs livres de poésie. En 1976, il reçoit une bourse pour la poésie de la part de la National Endowment for the Arts. Depuis mai 2007, il consacre son temps à son art, dont une exposition "Telestics...The Art of the Ordinary" qui a été présentée du 23 au 31 août 2007 à la cathédrale de Cuernavaca. Le peintre Rafael Cauduro admirait son travail. Il lui a même fait un éloge, pendant plusieurs minutes, à la cérémonie d'inauguration de l'exposition, à laquelle assistaient également le ministre de la Culture de la État de Morelos.